# Eriosoma
Eriosoma är ett släkte av insekter som beskrevs av Leach 1818. Enligt Catalogue of Life ingår Eriosoma i familjen långrörsbladlöss, men enligt Dyntaxa är tillhörigheten istället familjen pungbladlöss.

## Bildgalleri

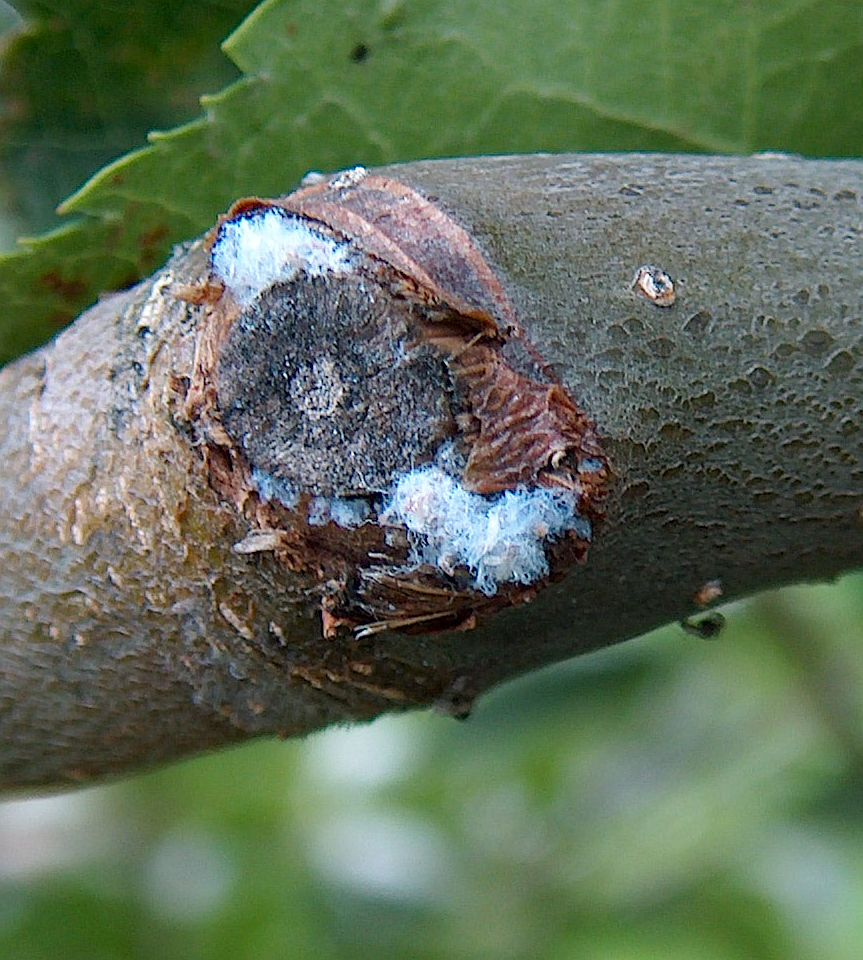
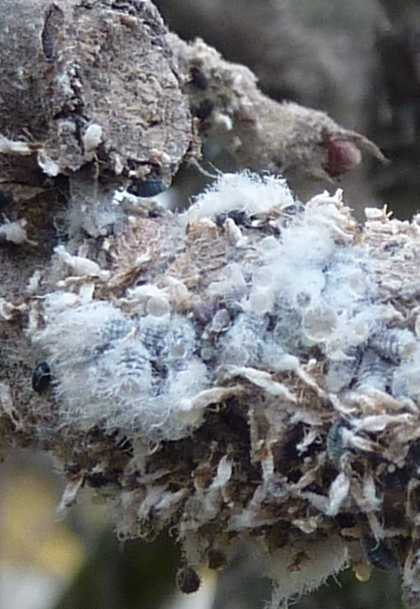
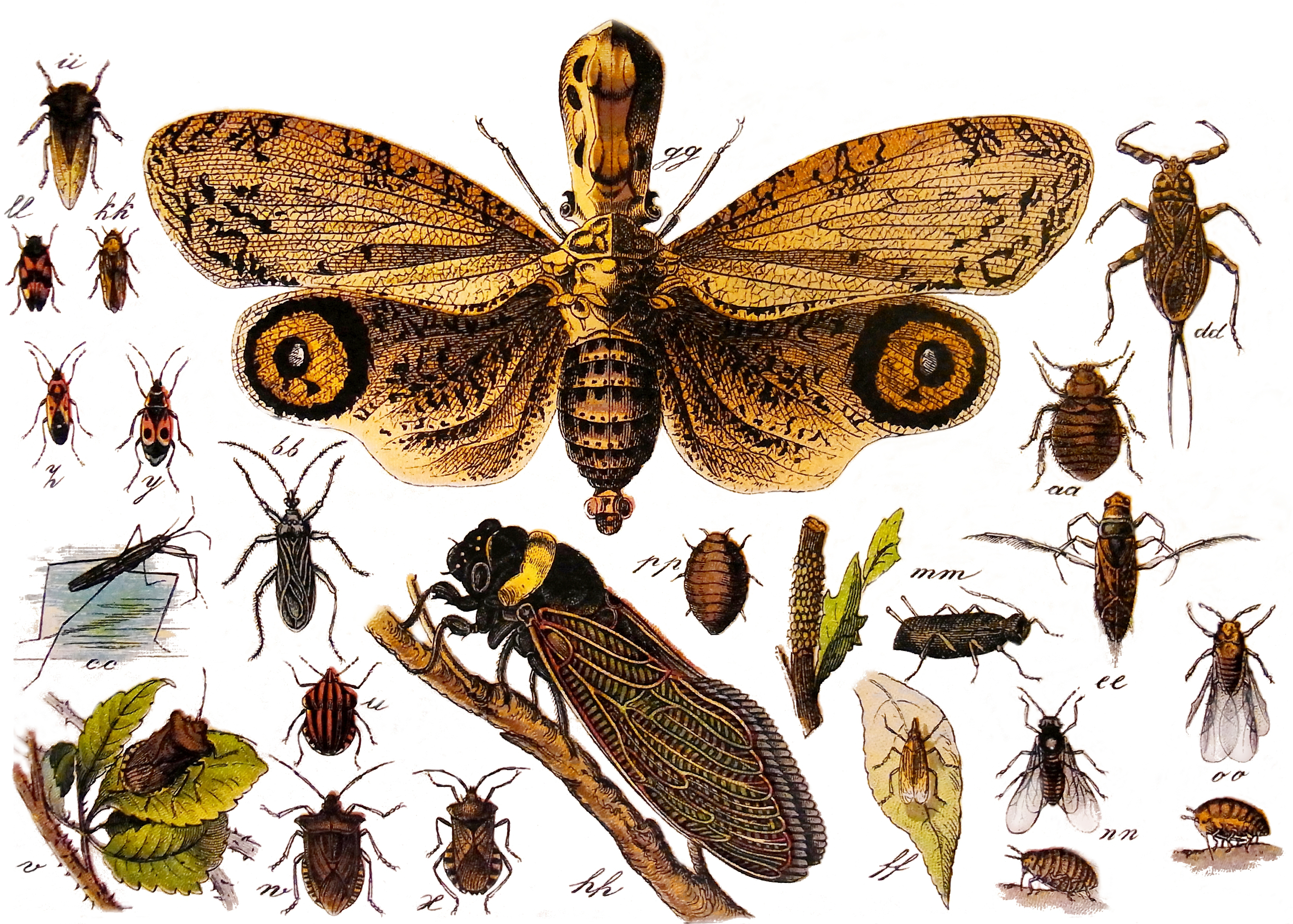
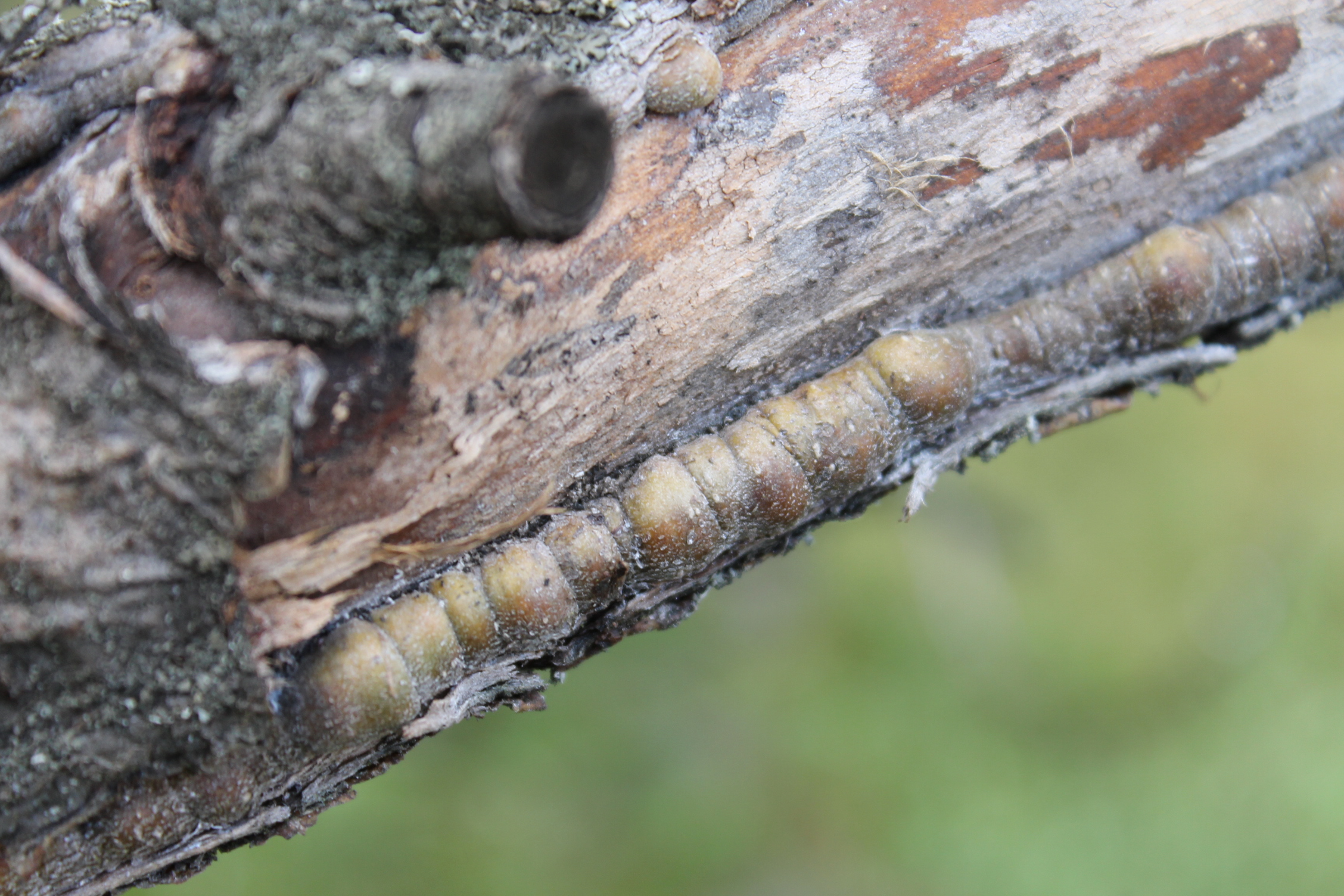
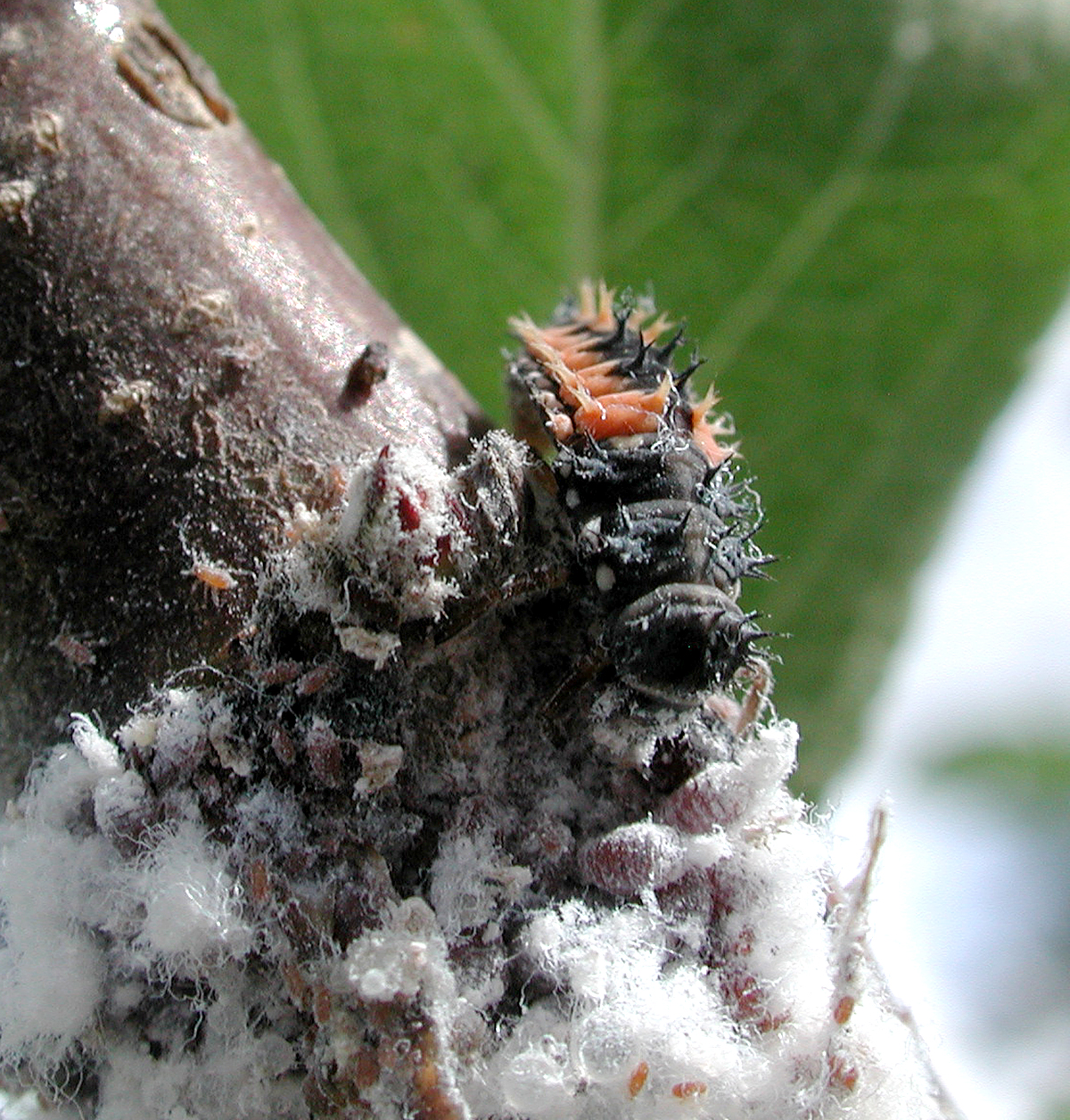
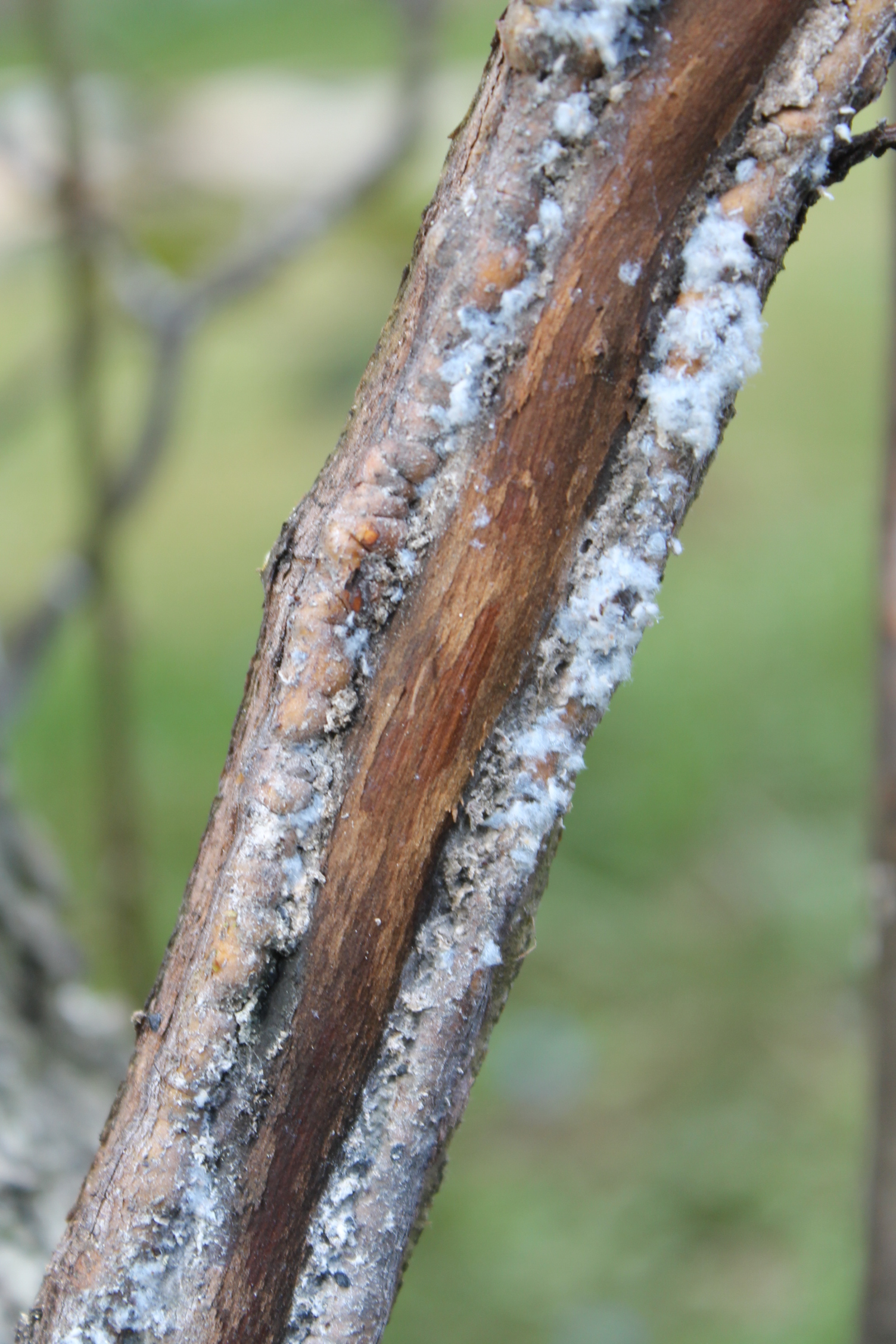

## Dottertaxa tillEriosoma, i alfabetisk ordning[1][2]
- Eriosoma alabastrum
- Eriosoma americanum
- Eriosoma anncharlotteae
- Eriosoma auratum
- Eriosoma crataegi
- Eriosoma dilaniginosum
- Eriosoma eligulatum
- Eriosoma flavum
- Eriosoma gillettei
- Eriosoma grossulariae
- Eriosoma harunire
- Eriosoma herioti
- Eriosoma japonicum
- Eriosoma kashmiricum
- Eriosoma laciniatae
- Eriosoma lanigerum
- Eriosoma lanuginosum
- Eriosoma lishanense
- Eriosoma longicornutum
- Eriosoma longipilosum
- Eriosoma maxsoni
- Eriosoma mediocornutum
- Eriosoma meunieri
- Eriosoma mimicum
- Eriosoma moriokense
- Eriosoma multilocularis
- Eriosoma nigrum
- Eriosoma patchiae
- Eriosoma phaenax
- Eriosoma pyricola
- Eriosoma rileyi
- Eriosoma sorbiradicis
- Eriosoma ulmi
- Eriosoma ulmipumicola
- Eriosoma ulmipumilae
- Eriosoma ussuriense
- Eriosoma wilsoni
- Eriosoma yangi